# (67,33,16)-Blockplan
Der (67,33,16)-Blockplan ist ein spezieller Symmetrischer Blockplan. Um ihn konstruieren zu können, musste dieses kombinatorische Problem gelöst werden: eine leere 67 × 67 - Matrix wurde so mit Einsen gefüllt, dass jede Zeile der Matrix genau 33 Einsen enthält und je zwei beliebige Zeilen genau 16 Einsen in der gleichen Spalte besitzen (nicht mehr und nicht weniger). Das klingt relativ einfach, ist aber nicht trivial zu lösen. Es gibt nur gewisse Kombinationen von Parametern (wie hier v = 67, k = 33, λ = 16), für die eine solche Konstruktion überhaupt machbar ist. In dieser Übersicht sind die kleinsten solcher (v,k,λ) aufgeführt.

## Bezeichnung
Dieser symmetrische 2-(67,33,16)-Blockplan wird Hadamard-Blockplan der Ordnung 17 genannt.

## Eigenschaften
Dieser symmetrische Blockplan hat die Parameter v = 67, k = 33, λ = 16 und damit folgende Eigenschaften:
- Er besteht aus 67 Blöcken und 67 Punkten.
- Jeder Block enthält genau 33 Punkte.
- Je 2 Blöcke schneiden sich in genau 16 Punkten.
- Jeder Punkt liegt auf genau 33 Blöcken.
- Je 2 Punkte sind durch genau 16 Blöcke verbunden.

## Existenz und Charakterisierung
Es existieren mindestens drei nichtisomorphe 2-(67,33,16) - Blockpläne. Diese Lösungen sind: 
- Lösung 1 mit der Signatur 67·264. Sie enthält 2211 Ovale der Ordnung 2.
- Lösung 2 (dual zur Lösung 3) mit der Signatur 20·1, 13·2, 16·3, 9·4, 4·5, 3·6, 2·19. Sie enthält 1 Oval der Ordnung 3.
- Lösung 3 (dual zur Lösung 2) mit der Signatur 14·1, 10·2, 18·3, 8·4, 8·5, 2·6, 2·14, 2·15, 2·16, 1·24. Sie enthält 1 Oval der Ordnung 3.

## Liste der Blöcke
Hier sind alle Blöcke dieses Blockplans aufgelistet; zum Verständnis dieser Liste siehe diese Veranschaulichung
- Lösung 1

```
  2  5  7 10 11 15 16 17 18 20 22 23 24 25 26 27 30 34 36 37 38 40 41 48 50 55 56 57 60 61 63 65 66
  3  6  8 11 12 16 17 18 19 21 23 24 25 26 27 28 31 35 37 38 39 41 42 49 51 56 57 58 61 62 64 66 67
  1  4  7  9 12 13 17 18 19 20 22 24 25 26 27 28 29 32 36 38 39 40 42 43 50 52 57 58 59 62 63 65 67
  1  2  5  8 10 13 14 18 19 20 21 23 25 26 27 28 29 30 33 37 39 40 41 43 44 51 53 58 59 60 63 64 66
  2  3  6  9 11 14 15 19 20 21 22 24 26 27 28 29 30 31 34 38 40 41 42 44 45 52 54 59 60 61 64 65 67
  1  3  4  7 10 12 15 16 20 21 22 23 25 27 28 29 30 31 32 35 39 41 42 43 45 46 53 55 60 61 62 65 66
  2  4  5  8 11 13 16 17 21 22 23 24 26 28 29 30 31 32 33 36 40 42 43 44 46 47 54 56 61 62 63 66 67
  1  3  5  6  9 12 14 17 18 22 23 24 25 27 29 30 31 32 33 34 37 41 43 44 45 47 48 55 57 62 63 64 67
  1  2  4  6  7 10 13 15 18 19 23 24 25 26 28 30 31 32 33 34 35 38 42 44 45 46 48 49 56 58 63 64 65
  2  3  5  7  8 11 14 16 19 20 24 25 26 27 29 31 32 33 34 35 36 39 43 45 46 47 49 50 57 59 64 65 66
  3  4  6  8  9 12 15 17 20 21 25 26 27 28 30 32 33 34 35 36 37 40 44 46 47 48 50 51 58 60 65 66 67
  1  4  5  7  9 10 13 16 18 21 22 26 27 28 29 31 33 34 35 36 37 38 41 45 47 48 49 51 52 59 61 66 67
  1  2  5  6  8 10 11 14 17 19 22 23 27 28 29 30 32 34 35 36 37 38 39 42 46 48 49 50 52 53 60 62 67
  1  2  3  6  7  9 11 12 15 18 20 23 24 28 29 30 31 33 35 36 37 38 39 40 43 47 49 50 51 53 54 61 63
  2  3  4  7  8 10 12 13 16 19 21 24 25 29 30 31 32 34 36 37 38 39 40 41 44 48 50 51 52 54 55 62 64
  3  4  5  8  9 11 13 14 17 20 22 25 26 30 31 32 33 35 37 38 39 40 41 42 45 49 51 52 53 55 56 63 65
  4  5  6  9 10 12 14 15 18 21 23 26 27 31 32 33 34 36 38 39 40 41 42 43 46 50 52 53 54 56 57 64 66
  5  6  7 10 11 13 15 16 19 22 24 27 28 32 33 34 35 37 39 40 41 42 43 44 47 51 53 54 55 57 58 65 67
  1  6  7  8 11 12 14 16 17 20 23 25 28 29 33 34 35 36 38 40 41 42 43 44 45 48 52 54 55 56 58 59 66
  2  7  8  9 12 13 15 17 18 21 24 26 29 30 34 35 36 37 39 41 42 43 44 45 46 49 53 55 56 57 59 60 67
  1  3  8  9 10 13 14 16 18 19 22 25 27 30 31 35 36 37 38 40 42 43 44 45 46 47 50 54 56 57 58 60 61
  2  4  9 10 11 14 15 17 19 20 23 26 28 31 32 36 37 38 39 41 43 44 45 46 47 48 51 55 57 58 59 61 62
  3  5 10 11 12 15 16 18 20 21 24 27 29 32 33 37 38 39 40 42 44 45 46 47 48 49 52 56 58 59 60 62 63
  4  6 11 12 13 16 17 19 21 22 25 28 30 33 34 38 39 40 41 43 45 46 47 48 49 50 53 57 59 60 61 63 64
  5  7 12 13 14 17 18 20 22 23 26 29 31 34 35 39 40 41 42 44 46 47 48 49 50 51 54 58 60 61 62 64 65
  6  8 13 14 15 18 19 21 23 24 27 30 32 35 36 40 41 42 43 45 47 48 49 50 51 52 55 59 61 62 63 65 66
  7  9 14 15 16 19 20 22 24 25 28 31 33 36 37 41 42 43 44 46 48 49 50 51 52 53 56 60 62 63 64 66 67
  1  8 10 15 16 17 20 21 23 25 26 29 32 34 37 38 42 43 44 45 47 49 50 51 52 53 54 57 61 63 64 65 67
  1  2  9 11 16 17 18 21 22 24 26 27 30 33 35 38 39 43 44 45 46 48 50 51 52 53 54 55 58 62 64 65 66
  2  3 10 12 17 18 19 22 23 25 27 28 31 34 36 39 40 44 45 46 47 49 51 52 53 54 55 56 59 63 65 66 67
  1  3  4 11 13 18 19 20 23 24 26 28 29 32 35 37 40 41 45 46 47 48 50 52 53 54 55 56 57 60 64 66 67
  1  2  4  5 12 14 19 20 21 24 25 27 29 30 33 36 38 41 42 46 47 48 49 51 53 54 55 56 57 58 61 65 67
  1  2  3  5  6 13 15 20 21 22 25 26 28 30 31 34 37 39 42 43 47 48 49 50 52 54 55 56 57 58 59 62 66
  2  3  4  6  7 14 16 21 22 23 26 27 29 31 32 35 38 40 43 44 48 49 50 51 53 55 56 57 58 59 60 63 67
  1  3  4  5  7  8 15 17 22 23 24 27 28 30 32 33 36 39 41 44 45 49 50 51 52 54 56 57 58 59 60 61 64
  2  4  5  6  8  9 16 18 23 24 25 28 29 31 33 34 37 40 42 45 46 50 51 52 53 55 57 58 59 60 61 62 65
  3  5  6  7  9 10 17 19 24 25 26 29 30 32 34 35 38 41 43 46 47 51 52 53 54 56 58 59 60 61 62 63 66
  4  6  7  8 10 11 18 20 25 26 27 30 31 33 35 36 39 42 44 47 48 52 53 54 55 57 59 60 61 62 63 64 67
  1  5  7  8  9 11 12 19 21 26 27 28 31 32 34 36 37 40 43 45 48 49 53 54 55 56 58 60 61 62 63 64 65
  2  6  8  9 10 12 13 20 22 27 28 29 32 33 35 37 38 41 44 46 49 50 54 55 56 57 59 61 62 63 64 65 66
  3  7  9 10 11 13 14 21 23 28 29 30 33 34 36 38 39 42 45 47 50 51 55 56 57 58 60 62 63 64 65 66 67
  1  4  8 10 11 12 14 15 22 24 29 30 31 34 35 37 39 40 43 46 48 51 52 56 57 58 59 61 63 64 65 66 67
  1  2  5  9 11 12 13 15 16 23 25 30 31 32 35 36 38 40 41 44 47 49 52 53 57 58 59 60 62 64 65 66 67
  1  2  3  6 10 12 13 14 16 17 24 26 31 32 33 36 37 39 41 42 45 48 50 53 54 58 59 60 61 63 65 66 67
  1  2  3  4  7 11 13 14 15 17 18 25 27 32 33 34 37 38 40 42 43 46 49 51 54 55 59 60 61 62 64 66 67
  1  2  3  4  5  8 12 14 15 16 18 19 26 28 33 34 35 38 39 41 43 44 47 50 52 55 56 60 61 62 63 65 67
  1  2  3  4  5  6  9 13 15 16 17 19 20 27 29 34 35 36 39 40 42 44 45 48 51 53 56 57 61 62 63 64 66
  2  3  4  5  6  7 10 14 16 17 18 20 21 28 30 35 36 37 40 41 43 45 46 49 52 54 57 58 62 63 64 65 67
  1  3  4  5  6  7  8 11 15 17 18 19 21 22 29 31 36 37 38 41 42 44 46 47 50 53 55 58 59 63 64 65 66
  2  4  5  6  7  8  9 12 16 18 19 20 22 23 30 32 37 38 39 42 43 45 47 48 51 54 56 59 60 64 65 66 67
  1  3  5  6  7  8  9 10 13 17 19 20 21 23 24 31 33 38 39 40 43 44 46 48 49 52 55 57 60 61 65 66 67
  1  2  4  6  7  8  9 10 11 14 18 20 21 22 24 25 32 34 39 40 41 44 45 47 49 50 53 56 58 61 62 66 67
  1  2  3  5  7  8  9 10 11 12 15 19 21 22 23 25 26 33 35 40 41 42 45 46 48 50 51 54 57 59 62 63 67
  1  2  3  4  6  8  9 10 11 12 13 16 20 22 23 24 26 27 34 36 41 42 43 46 47 49 51 52 55 58 60 63 64
  2  3  4  5  7  9 10 11 12 13 14 17 21 23 24 25 27 28 35 37 42 43 44 47 48 50 52 53 56 59 61 64 65
  3  4  5  6  8 10 11 12 13 14 15 18 22 24 25 26 28 29 36 38 43 44 45 48 49 51 53 54 57 60 62 65 66
  4  5  6  7  9 11 12 13 14 15 16 19 23 25 26 27 29 30 37 39 44 45 46 49 50 52 54 55 58 61 63 66 67
  1  5  6  7  8 10 12 13 14 15 16 17 20 24 26 27 28 30 31 38 40 45 46 47 50 51 53 55 56 59 62 64 67
  1  2  6  7  8  9 11 13 14 15 16 17 18 21 25 27 28 29 31 32 39 41 46 47 48 51 52 54 56 57 60 63 65
  2  3  7  8  9 10 12 14 15 16 17 18 19 22 26 28 29 30 32 33 40 42 47 48 49 52 53 55 57 58 61 64 66
  3  4  8  9 10 11 13 15 16 17 18 19 20 23 27 29 30 31 33 34 41 43 48 49 50 53 54 56 58 59 62 65 67
  1  4  5  9 10 11 12 14 16 17 18 19 20 21 24 28 30 31 32 34 35 42 44 49 50 51 54 55 57 59 60 63 66
  2  5  6 10 11 12 13 15 17 18 19 20 21 22 25 29 31 32 33 35 36 43 45 50 51 52 55 56 58 60 61 64 67
  1  3  6  7 11 12 13 14 16 18 19 20 21 22 23 26 30 32 33 34 36 37 44 46 51 52 53 56 57 59 61 62 65
  2  4  7  8 12 13 14 15 17 19 20 21 22 23 24 27 31 33 34 35 37 38 45 47 52 53 54 57 58 60 62 63 66
  3  5  8  9 13 14 15 16 18 20 21 22 23 24 25 28 32 34 35 36 38 39 46 48 53 54 55 58 59 61 63 64 67
  1  4  6  9 10 14 15 16 17 19 21 22 23 24 25 26 29 33 35 36 37 39 40 47 49 54 55 56 59 60 62 64 65
```

- Lösung 2

```
  1  2  4  5  8 10 13 14 16 17 18 20 21 22 30 31 32 36 37 38 41 42 44 45 48 49 50 51 52 55 58 62 65
  1  2  5  7 12 14 18 21 22 24 25 26 27 28 29 31 32 35 37 38 40 42 45 47 49 50 52 54 57 60 61 64 67
  3  4  5  6 10 14 15 16 17 18 19 20 21 23 25 26 27 28 29 31 33 34 37 39 42 43 44 45 46 49 52 53 61
  1  3  4  5  9 12 16 17 18 20 21 22 23 25 30 32 33 34 38 39 44 45 50 56 57 59 60 61 62 63 64 66 67
  1  2  3  4  5  7  9 10 11 12 13 15 17 18 21 22 25 27 28 29 31 43 45 47 51 53 54 56 58 59 62 65 66
  3  6 11 12 17 19 20 21 23 26 28 29 31 36 37 38 41 42 45 46 49 50 51 54 57 58 59 60 62 63 65 66 67
  2  5  7  8 10 12 14 16 17 24 27 29 31 34 36 39 41 43 44 45 46 47 48 49 59 60 61 62 63 64 65 66 67
  1  7  8 12 13 18 19 23 24 26 27 29 30 32 33 34 37 39 42 43 44 45 48 49 50 51 53 54 56 57 59 62 65
  4  5  9 10 16 18 19 21 22 24 25 27 28 32 33 34 35 36 37 40 41 42 43 46 48 51 54 57 60 62 63 65 66
  1  3  5  7  9 10 12 15 17 20 22 24 27 34 36 37 38 39 40 41 42 44 46 49 52 53 54 55 56 57 58 59 60
  5  6 11 14 17 20 22 23 25 28 30 31 32 35 36 39 40 43 44 47 48 49 51 52 53 54 56 57 59 60 61 62 65
  2  4  5  6  7  8 10 12 13 14 15 16 17 20 22 23 24 26 29 30 33 38 40 42 51 53 54 57 60 61 63 65 66
  1  5  8 12 13 14 16 17 18 19 21 26 28 29 30 31 33 34 35 40 41 46 47 52 53 55 56 57 58 59 60 62 63
  1  2  3  7 11 12 13 14 17 18 20 22 23 24 25 26 28 30 31 32 33 34 36 39 40 41 42 43 46 48 58 66 67
  3  5 10 12 15 16 19 20 22 23 24 25 26 27 29 30 33 35 36 38 40 43 45 47 48 50 52 55 58 59 62 65 67
  1  3  4  7  9 12 13 15 16 17 19 20 21 29 30 31 33 35 36 37 40 41 43 44 47 48 49 51 54 57 61 64 67
  1  3  4  5  6  7 10 11 12 13 14 16 19 25 26 32 34 36 42 43 49 52 54 55 56 57 58 61 62 63 64 65 67
  1  2  3  4  5  8  9 13 14 19 20 23 24 25 28 29 34 37 39 40 44 46 47 50 51 54 55 58 60 61 62 65 67
  3  6  8  9 13 15 16 17 18 22 24 25 26 29 31 32 34 35 36 37 40 42 44 47 49 50 56 58 59 61 63 65 66
  1  3  4  6 10 11 12 14 15 16 18 24 28 29 30 32 36 37 38 39 40 41 45 46 47 48 50 53 54 56 61 62 63
  1  2  3  4  5  6  9 13 16 23 24 26 27 28 30 31 35 37 38 41 42 43 48 49 53 55 56 59 60 61 62 66 67
  1  2  4  5  9 10 11 12 14 15 19 23 26 31 32 33 34 35 36 38 40 42 44 46 47 49 50 51 53 59 62 64 66
  3  4  6  8 11 12 14 15 18 21 22 24 27 30 31 33 34 35 38 39 42 43 44 47 49 51 54 55 58 60 62 63 67
  2  7  8  9 10 12 14 15 18 19 20 21 23 25 28 30 35 37 38 39 40 41 42 43 49 56 58 59 61 62 63 64 65
  2  3  4  5  9 11 14 15 17 18 19 24 26 29 30 32 37 39 40 43 45 48 49 51 52 55 57 58 59 60 63 64 66
  2  3  6  8 12 13 14 15 17 19 21 22 25 27 32 33 36 37 40 42 45 46 48 51 53 55 56 59 60 61 62 64 67
  2  3  5  7  8  9 10 15 21 23 26 28 30 31 32 33 36 42 43 44 45 46 47 48 50 54 55 56 57 58 60 61 63
  2  3  5  6  9 11 13 14 18 20 21 24 27 29 30 33 34 36 38 41 42 43 46 47 50 51 52 56 57 59 61 64 65
  2  3  5  6  7  8 12 13 15 16 18 19 20 25 28 32 34 35 36 38 39 41 43 45 47 49 50 51 53 55 57 60 66
  1  4  8 11 12 13 14 15 16 20 21 23 24 25 27 28 36 37 42 43 44 47 48 50 52 53 57 58 59 60 63 64 66
  1  2  3  5  6  7 11 13 14 16 19 21 22 23 27 33 35 37 38 39 40 44 45 46 47 48 49 56 57 58 63 65 66
  1  2  4  8  9 11 14 17 19 20 22 25 26 27 29 33 34 35 36 38 41 43 45 48 49 50 53 54 56 58 60 61 63
  3  4  8  9 12 13 14 15 16 22 23 26 27 28 31 32 34 35 38 39 41 45 46 48 51 52 54 57 58 59 61 64 65
  3  4  7  8  9 10 13 14 20 21 24 25 26 27 30 31 35 36 39 40 45 46 49 50 51 52 53 56 57 62 63 66 67
  2  9 11 13 15 16 17 18 20 25 26 27 28 30 34 38 40 42 44 45 46 47 48 49 53 54 55 57 62 63 64 65 67
  1  6  7  9 10 11 14 15 16 18 21 23 24 25 31 33 34 40 41 45 48 49 50 51 53 55 57 58 59 60 61 65 67
  1  2  3  6  8  9 10 16 17 22 23 27 28 29 32 33 39 40 41 42 43 47 49 50 51 52 53 57 58 62 63 64 67
  1  2  4  6 10 12 15 17 18 19 25 26 27 30 35 39 41 42 44 46 47 48 50 51 52 56 57 58 60 61 65 66 67
  3  4  7  8 10 11 14 17 19 21 22 26 27 28 30 32 34 37 38 40 41 43 44 47 50 53 55 57 59 61 65 66 67
  2  9 10 11 12 13 14 15 16 17 21 23 27 28 29 30 32 33 34 35 36 37 39 49 50 52 54 55 56 60 65 66 67
  1  6  7  9 10 13 14 16 17 18 19 22 23 25 26 27 30 31 36 37 38 39 43 46 47 50 51 54 55 59 60 63 64
  1  2  3  6  8  9 10 12 14 18 20 25 29 31 32 33 35 37 38 43 44 46 48 52 53 54 55 57 59 63 65 66 67
  3  5  7  8  9 11 14 15 16 18 19 20 22 26 31 33 37 39 41 42 47 48 50 52 53 54 56 60 62 64 65 66 67
  1  3  4  7  8 10 11 16 17 20 21 24 25 26 28 29 32 33 35 38 39 42 46 47 48 49 51 55 56 59 60 64 65
  1  2  3  4  5  6  7  8 15 17 18 19 21 22 23 24 28 30 34 35 36 46 48 49 50 52 53 54 59 63 64 65 67
  3  6  7  9 10 13 14 17 19 21 23 24 25 29 30 32 34 35 38 41 42 44 45 47 48 52 53 54 58 60 62 64 66
  2  5  7 11 13 15 16 17 21 24 25 26 32 33 35 37 38 39 41 43 44 46 50 51 52 53 54 58 59 61 62 63 67
  1  7  8  9 11 14 15 16 17 18 19 22 23 24 28 29 35 36 38 42 43 44 45 46 51 52 55 56 57 61 62 66 67
  1  2  3  6  7  8 10 11 16 18 20 26 27 28 30 33 34 35 36 37 40 44 45 51 52 54 58 59 60 61 62 64 66
  1  2  4  6  8 15 17 21 23 24 25 26 31 33 34 36 37 38 39 40 41 43 45 47 52 54 55 56 57 62 64 65 66
  1  5  6  8  9 11 12 16 17 19 20 21 24 27 30 31 32 35 39 40 42 43 45 46 50 53 54 55 58 61 64 65 66
  1  2  3 10 11 13 15 18 19 20 21 22 23 24 26 27 29 31 32 35 36 39 41 44 53 55 57 60 61 62 63 64 65
  3  5  8 10 11 12 13 17 18 19 23 24 25 27 28 31 33 38 40 41 44 48 49 50 51 52 54 55 56 61 63 64 66
  2  5  6  8  9 10 11 12 16 19 21 22 24 25 26 28 29 30 31 34 36 37 38 39 44 48 51 53 56 57 58 64 67
  1 10 13 15 19 20 22 24 28 30 31 32 33 34 37 38 43 45 46 47 49 51 52 53 56 58 60 61 63 64 65 66 67
  4  5  8 10 11 13 18 22 23 25 29 30 33 35 36 37 39 41 42 45 46 47 49 53 54 55 57 58 59 61 64 66 67
  2  4  6  8  9 10 11 12 13 16 18 19 20 21 22 23 24 26 32 40 41 43 44 45 46 47 49 52 54 56 59 60 67
  1  5  6 10 13 14 15 20 21 22 26 28 29 34 35 39 40 41 42 43 44 45 48 50 51 54 55 56 59 63 64 66 67
  4  5  6  7  8 10 11 13 15 17 18 20 23 27 29 31 32 34 35 37 38 40 43 46 48 50 56 57 58 60 62 64 67
  2  4  6  7  9 10 11 12 13 17 19 20 22 24 28 31 33 34 35 37 39 42 45 47 48 50 52 55 57 59 61 62 63
  2  3  4  7 11 12 16 22 23 25 29 30 31 34 35 37 40 41 42 43 44 45 46 50 51 52 53 55 56 60 63 64 65
  1  4  5  6  7  8  9 11 13 15 19 25 27 28 29 30 31 32 33 36 38 39 40 41 42 44 45 52 59 60 63 65 67
  4  6  7  9 12 13 18 21 22 26 28 29 33 36 38 39 40 43 44 46 48 49 50 52 53 55 58 60 61 62 64 65 66
  2  4  7 16 18 19 20 21 23 27 29 31 32 34 36 38 39 40 42 47 48 51 52 53 54 55 56 58 59 61 63 66 67
  1  5  6  7  8  9 11 12 15 20 21 22 23 25 26 27 29 30 32 34 37 41 46 47 48 49 51 52 55 61 62 63 66
  4  5  6  7  9 12 14 17 18 20 23 24 26 27 28 32 33 35 36 37 41 44 45 47 51 53 55 56 58 63 64 65 67
  2  4  6  7 14 15 16 19 20 22 24 25 27 28 29 30 31 32 33 41 44 46 49 50 54 55 56 57 58 59 62 64 66
```

- Lösung 3

```
  1  2  4  5  8 10 13 14 16 17 18 20 21 22 30 31 32 36 37 38 41 42 44 45 48 49 50 51 52 55 58 62 65
  1  2  5  7 12 14 18 21 22 24 25 26 27 28 29 31 32 35 37 38 40 42 45 47 49 50 52 54 57 60 61 64 67
  3  4  5  6 10 14 15 16 17 18 19 20 21 23 25 26 27 28 29 31 33 34 37 39 42 43 44 45 46 49 52 53 61
  1  3  4  5  9 12 16 17 18 20 21 22 23 25 30 32 33 34 38 39 44 45 50 56 57 59 60 61 62 63 64 66 67
  1  2  3  4  5  7  9 10 11 12 13 15 17 18 21 22 25 27 28 29 31 43 45 47 51 53 54 56 58 59 62 65 66
  3  6 11 12 17 19 20 21 23 26 28 29 31 36 37 38 41 42 45 46 49 50 51 54 57 58 59 60 62 63 65 66 67
  2  5  7  8 10 12 14 16 17 24 27 29 31 34 36 39 41 43 44 45 46 47 48 49 59 60 61 62 63 64 65 66 67
  1  7  8 12 13 18 19 23 24 26 27 29 30 32 33 34 37 39 42 43 44 45 48 49 50 51 53 54 56 57 59 62 65
  4  5  9 10 16 18 19 21 22 24 25 27 28 32 33 34 35 36 37 40 41 42 43 46 48 51 54 57 60 62 63 65 66
  1  3  5  7  9 10 12 15 17 20 22 24 27 34 36 37 38 39 40 41 42 44 46 49 52 53 54 55 56 57 58 59 60
  5  6 11 14 17 20 22 23 25 28 30 31 32 35 36 39 40 43 44 47 48 49 51 52 53 54 56 57 59 60 61 62 65
  2  4  5  6  7  8 10 12 13 14 15 16 17 20 22 23 24 26 29 30 33 38 40 42 51 53 54 57 60 61 63 65 66
  1  5  8 12 13 14 16 17 18 19 21 26 28 29 30 31 33 34 35 40 41 46 47 52 53 55 56 57 58 59 60 62 63
  1  2  3  7 11 12 13 14 17 18 20 22 23 24 25 26 28 30 31 32 33 34 36 39 40 41 42 43 46 48 58 66 67
  3  5 10 12 15 16 19 20 22 23 24 25 26 27 29 30 33 35 36 38 40 43 45 47 48 50 52 55 58 59 62 65 67
  1  3  4  7  9 12 13 15 16 17 19 20 21 29 30 31 33 35 36 37 40 41 43 44 47 48 49 51 54 57 61 64 67
  1  3  4  5  6  7 10 11 12 13 14 16 19 25 26 32 35 37 38 39 40 41 44 45 46 47 48 50 51 53 59 60 66
  1  2  3  4  5  8  9 13 14 19 20 23 24 25 28 29 35 36 38 41 42 43 45 48 49 52 53 56 57 59 63 64 66
  3  6  8  9 13 15 16 17 18 22 24 25 26 29 31 32 38 39 41 43 45 46 48 51 52 53 54 55 57 60 62 64 67
  1  3  4  6 10 11 12 14 15 16 18 24 28 29 30 32 34 35 42 43 44 49 51 52 55 57 58 59 60 64 65 66 67
  1  2  3  4  5  6  9 13 16 23 24 26 27 28 30 31 34 36 39 40 44 45 46 47 50 51 52 54 57 58 63 64 65
  1  2  4  5  9 10 11 12 14 15 19 23 26 31 32 33 37 39 41 43 45 48 52 54 55 56 57 58 60 61 63 65 67
  3  4  6  8 11 12 14 15 18 21 22 24 27 30 31 33 36 37 40 41 45 46 48 50 52 53 56 57 59 61 64 65 66
  2  7  8  9 10 12 14 15 18 19 20 21 23 25 28 30 34 36 44 45 46 47 48 50 51 52 53 54 55 57 60 66 67
  2  3  4  5  9 11 14 15 17 18 19 24 26 29 30 32 34 35 36 38 41 42 44 46 47 50 53 54 56 61 62 65 67
  2  3  6  8 12 13 14 15 17 19 21 22 25 27 32 33 34 35 38 39 41 43 44 47 49 50 52 54 57 58 63 65 66
  2  3  5  7  8  9 10 15 21 23 26 28 30 31 32 33 34 35 37 38 39 40 41 49 51 52 53 59 62 64 65 66 67
  2  3  5  6  9 11 13 14 18 20 21 24 27 29 30 33 35 37 39 40 44 45 48 49 53 54 55 58 60 62 63 66 67
  2  3  5  6  7  8 12 13 15 16 18 19 20 25 28 32 37 40 42 44 46 48 52 54 56 58 59 61 62 63 64 65 67
  1  4  8 11 12 13 14 15 16 20 21 23 24 25 27 28 34 35 38 39 40 41 45 46 49 51 54 55 56 61 62 65 67
  1  2  3  5  6  7 11 13 14 16 19 21 22 23 27 33 34 36 41 42 43 50 51 52 53 54 55 59 60 61 62 64 67
  1  2  4  8  9 11 14 17 19 20 22 25 26 27 29 33 37 39 40 42 44 46 47 51 52 55 57 59 62 64 65 66 67
  3  4  8  9 12 13 14 15 16 22 23 26 27 28 31 32 36 37 40 42 43 44 47 49 50 53 55 56 60 62 63 66 67
  3  4  7  8  9 10 13 14 17 18 19 22 23 28 29 32 33 35 36 39 40 45 46 49 50 54 55 58 59 60 61 64 65
  2  9 11 13 15 16 19 21 22 23 24 29 31 32 33 34 38 40 42 44 45 46 47 48 49 51 52 56 58 59 60 61 66
  1  6  7  9 10 11 14 15 16 17 19 20 22 26 27 28 29 30 32 34 40 41 45 48 49 50 52 54 56 62 63 64 66
  1  2  3  6  8  9 10 16 18 19 20 21 24 25 26 30 31 39 40 41 42 43 47 49 50 54 55 56 59 60 61 65 66
  1  2  4  6 10 12 15 20 21 22 23 24 28 29 31 32 33 35 39 41 42 44 46 47 48 50 53 54 55 59 62 63 64
  3  4  7  8 10 11 14 18 20 23 24 25 29 31 33 34 37 38 40 41 43 44 47 50 51 52 54 56 58 60 62 63 64
  2  9 10 11 12 13 14 15 16 18 19 20 22 24 25 26 31 34 35 36 37 39 49 50 51 53 57 58 59 61 62 63 64
  1  6  7  9 10 13 14 16 20 21 24 28 29 32 33 36 37 38 39 43 46 47 50 52 53 56 57 58 61 62 65 66 67
  1  2  3  6  8  9 10 12 14 17 19 21 22 23 24 26 27 28 30 35 37 38 43 44 46 48 51 56 58 60 61 62 64
  3  5  7  8  9 11 14 15 16 17 21 23 24 25 27 28 29 30 32 37 39 41 42 47 48 50 51 55 57 58 59 61 63
  1  3  4  7  8 10 11 16 18 19 22 23 27 30 31 35 38 39 42 46 47 48 49 52 53 54 57 58 61 62 63 66 67
  1  2  3  4  5  6  7  8 15 20 25 26 27 29 31 32 33 34 35 36 46 48 49 50 51 55 56 57 58 60 61 62 66
  3  6  7  9 10 13 14 18 20 22 26 27 28 31 33 34 35 38 41 42 44 45 47 48 51 55 56 57 59 61 63 65 67
  2  5  7 11 13 15 16 18 19 20 22 23 27 28 29 30 31 35 37 38 39 41 43 44 46 50 55 56 57 60 64 65 66
  1  7  8  9 11 14 15 16 20 21 25 26 27 30 31 32 33 35 36 38 42 43 44 45 46 53 54 58 59 60 63 64 65
  1  2  3  6  7  8 10 11 16 17 19 21 22 23 24 25 29 31 32 34 35 36 37 40 44 45 53 55 56 57 63 65 67
  1  2  4  6  8 15 18 19 20 22 27 28 29 30 32 34 36 37 38 39 40 41 43 45 47 51 53 58 59 60 61 63 67
  1  5  6  8  9 11 12 16 18 22 23 25 26 28 29 33 34 36 37 38 41 44 47 48 49 53 54 55 58 61 64 65 66
  1  2  3 10 11 13 15 17 25 28 30 33 34 37 38 40 42 43 45 46 47 48 49 50 53 55 57 60 61 62 63 64 65
  3  5  8 10 11 12 13 20 21 22 26 29 30 32 34 35 36 37 39 42 43 45 46 47 51 52 54 55 56 61 63 64 66
  2  5  6  8  9 10 11 12 16 17 18 20 23 27 32 33 35 40 41 42 43 45 46 47 49 50 51 53 56 57 58 64 67
  1 10 13 15 17 18 21 23 25 26 27 29 35 36 39 40 41 42 44 48 50 51 52 53 56 58 60 61 63 64 65 66 67
  4  5  8 10 11 13 17 19 20 21 24 26 27 28 31 32 34 38 40 43 44 48 50 53 54 55 57 58 59 61 64 66 67
  2  4  6  8  9 10 11 12 13 16 17 25 27 28 29 30 31 33 34 35 36 37 38 39 42 48 50 52 54 56 59 60 67
  1  5  6 10 13 14 15 17 18 19 23 24 25 27 30 31 32 33 36 37 38 46 47 49 51 54 55 56 59 63 64 66 67
  4  5  6  7  8 10 11 13 15 19 21 22 24 25 26 28 30 33 36 39 41 42 44 45 47 49 56 57 58 60 62 64 67
  2  4  6  7  9 10 11 12 13 18 21 23 25 26 27 29 30 32 36 38 40 41 43 44 46 49 52 55 57 59 61 62 63
  2  3  4  7 11 12 16 17 18 19 20 21 24 26 27 28 32 33 36 38 39 47 48 49 51 52 53 55 56 60 63 64 65
  1  4  5  6  7  8  9 11 13 15 17 18 20 21 22 23 24 26 34 35 37 43 46 47 48 49 50 52 59 60 63 65 67
  4  6  7  9 12 13 17 19 20 23 24 25 27 30 31 32 34 35 37 41 42 45 47 52 53 55 58 60 61 62 64 65 66
  2  4  7 16 17 22 24 25 26 28 30 33 35 37 41 43 44 45 46 49 50 51 52 53 54 55 56 58 59 61 63 66 67
  1  5  6  7  8  9 11 12 15 17 18 19 24 28 31 33 35 36 38 39 40 42 43 44 45 50 51 52 55 61 62 63 66
  4  5  6  7  9 12 14 19 21 22 25 29 30 31 34 38 39 40 42 43 46 48 49 50 51 53 55 56 58 63 64 65 67
  2  4  6  7 14 15 16 17 18 21 23 26 34 35 36 37 38 39 40 42 43 45 47 48 54 55 56 57 58 59 62 64 66
```

## Zyklische Darstellung
Es existiert eine zyklische Darstellung (Singer-Zyklus) für Lösung 1 dieses Blockplans, sie ist isomorph zur obigen Liste der Blöcke. Ausgehend von dem dargestellten Block erhält man die restlichen Blöcke des Blockplans durch zyklische Permutation der in ihm enthaltenen Punkte.
- Lösung 1

```
  2  5  7 10 11 15 16 17 18 20 22 23 24 25 26 27 30 34 36 37 38 40 41 48 50 55 56 57 60 61 63 65 66
```

## Oval
Ein Oval des Blockplans ist eine Menge seiner Punkte, von welcher keine drei auf einem Block liegen. Hier sind Beispiele von Ovalen maximaler Ordnung dieses Blockplans:
- Lösung 1

```
  1   2
```

- Lösung 2 (sämtliche Ovale)

```
 17  34  51
```

- Lösung 3 (sämtliche Ovale)

```
 17  34  51
```